# Brett Halliday
Brett Halliday, all'anagrafe Davis Dresser (Chicago, 31 luglio 1904 – Santa Barbara, 4 febbraio 1977), è stato uno scrittore statunitense.

## Biografia
Altri suoi pseudonimi sono: Asa Baker, Mathew Blood, Kathryn Culver, Don Davis, Hal Debrett, Anthony Scott, Anderson Wayne. Nei suoi gialli appare sempre il detective privato Michael Shayne. Nel 1958, Dresser cessò di scrivere come "Brett Halliday", ma la Dell Publishing continuò a pubblicare con lo stesso pseudonimo attraverso ghostwriters, tra cui Bill Pronzini e Robert Terrall.
Nel 1945 a New York, assieme a Clayton Rawson, Anthony Boucher e Lawrence Treat, fondò il premio Mystery Writers of America, conferito agli scrittori del genere mistery, horror e thriller.

## Opere
- 1939,	Ipnosi (Dividend on Death), stampato nel 1961 nella collana Il Giallo Mondadori con il numero 637.
- 1940,	Quell'incanto di Phyllis (The Private Practice of Michael Shayne), stampato nella collana Gialli Giumar con il numero 6 e nella collana I Classici del Giallo con il numero 281.
- 1940,	The Uncomplaining Corpses
- 1941,	Mike Shayne e il toto-morte (Tickets for Death), stampato nel 1971 nella collana Il Giallo Mondadori con il numero 1185 e con il titolo Sfida alla morte nella collana I Gialli del Secolo con il numero 100.
- 1941, Cadavere in trasferta (Bodies Are Where You Find Them), stampato nella collana Gialli Giumar con il numero 1.
- 1942, Cadavere in visita (The Corpse Came Calling), stampato nel 1960 nella collana Il Giallo Mondadori con il numero 620.
- 1943, Vacanze nel Colorado (Murder Wears a Mummer's Mask), stampato nella collana Serie Gialla Garzanti con il numero 11.
- 1943, Chiamate Michael Shayne (Blood on the Black Market), stampato nella collana Gialli Giumar con il numero 13.
- 1944, Una trappola per Mike Shayne (Michael Shayne's Long Chance), stampato nella collana Serie Gialla Garzanti con il numero 41.
- 1944, Seppellitela presto (Murder and the Married Virgin), stampato nella collana Gialli Canarino con il numero 1.
- 1945,	Il delitto è affar mio (Murder Is My Business), stampato nella collana Gialli Giumar con il numero 38.
- 1945,	Chiamati alla morte (Marked for Murder), stampato nella collana Serie Gialla Garzanti con il numero 15.
- 1946,	Lasciate fare a Michael (Blood on Biscayne Bay), stampato nel 1950 nella collana Il Giallo Mondadori con il numero 101.
- 1947,	Mezzanotte, aereo 62 (Counterfeit Wife), stampato nel 1954 nella collana Il Giallo Mondadori con il numero 267.
- 1948,	Sangue sulle stelle (Blood on the Stars), stampato nel 1952 nella collana Il Giallo Mondadori con il numero 164.
- 1949,	La morte, ora per ora (A Taste of Violence), stampato nel 1957 nella collana Il Giallo Mondadori con il numero 428.
- 1949,	In un mare di guai (Call for Michael Shayne), stampato nella collana Gialli Casini con il numero 45.
- 1950, Un delitto quasi perfetto (This Is It, Mike Shayne), stampato nella collana Serie Gialla Garzanti con il numero 121.
- 1951,	Col fuoco non si scherza (Framed in Blood), nella collana I Gialli del Secolo con il numero 54.
- 1951,	La danzatrice nuda (When Dorinda Dances), stampato nella collana Serie Gialla Garzanti con il numero 57.
- 1952,	Uomo avvisato... (What Really Happened), stampato nel 1954 nella collana Il Giallo Mondadori con il numero 272.
- 1953,	Una notte con Nora (One Night with Nora), stampato nella collana Serie Gialla Garzanti con il numero 39.
- 1954,	Avventura a mezzanotte (She Woke to Darkness), stampato nella collana Serie Gialla Garzanti con il numero 131.
- 1955,	Tre vite perdute (Death Has Three Lives), nella collana I Gialli del Secolo con il numero 18.
- 1955, Straniero in città (Stranger in Town), stampato nella collana Serie Gialla Garzanti con il numero 98.
- 1956,	Ricatto mortale (The Blonde Cried Murder), stampato nella collana Serie Gialla Garzanti con il numero 124.
- 1957,	Pianto per una bionda (Weep for a Blonde), stampato nella collana Gialli Giumar con il numero 33 o con il titolo Pianto funebre per una bionda stampato nella collana Serie Gialla Garzanti con il numero 35.
- 1957,	Una pista per Mike Shayne (Shoot the Works), stampato nel 1959 nella collana Il Giallo Mondadori con il numero 538.
- 1958, Un morto cerca Michael (Murder and the Wanton Bride), stampato nel 1959 nella collana Il Giallo Mondadori con il numero 549.
- 1958, Mike Shayne: a un passo dalla spia (Fit to Kill), stampato nella collana Segretissimo con il numero 585.
- 1959,	Il quinto giorno (Date with a Dead Man), stampato nel 1960 nella collana Il Giallo Mondadori con il numero 602.
- 1959,	Bersaglio: Mike Shayne (Target: Michael Shayne), stampato nel 1960 nella collana Il Giallo Mondadori con il numero 614.
- 1960,	Murder Takes a Holiday
- 1960,	Le bambole mortali (Dolls Are Deadly), stampato nella collana Serie Gialla Garzanti con il numero 47.
- 1960,	The Homicidal Virgin
- 1961,	Ecco fatto, Mike Shayne (Killer from the Keys), stampato nel 1962 nella collana Il Giallo Mondadori con il numero 684.
- 1961,	Nemici per la pelle (Murder in Haste), stampato nel 1963 nella collana Il Giallo Mondadori con il numero 757.
- 1961,	Arrestate Michael Shayne! (The Careless Corpse), stampato nel 1964 nella collana Il Giallo Mondadori con il numero 799.
- 1962,	Ci sei cascato, Michael! (Pay-Off in Blood), stampato nel 1962 nella collana Il Giallo Mondadori con il numero 716.
- 1962,	Sei un dritto, Michael Shayne! (Murder by Proxy), stampato nel 1963 nella collana Il Giallo Mondadori con il numero 778.
- 1962, Non si uccidono i clienti (Never Kill a Client), stampato nel 1964 nella collana Il Giallo Mondadori con il numero 793.
- 1962, Il delitto non ha senso (Too Friendly, Too Dead), stampato nel 1964 nella collana Il Giallo Mondadori con il numero 782.
- 1963,	Patto di sangue (The Corpse That Never Was), stampato nel 1964 nella collana Il Giallo Mondadori con il numero 808.
- 1963,	In bocca al lupo, Michael! (The Body Came Back), stampato nel 1964 nella collana Il Giallo Mondadori con il numero 815.
- 1964, Una rossa per Michael Shayne (A Redhead for Michael Shayne), stampato nel 1965 nella collana Il Giallo Mondadori con il numero 841.
- 1964,	Shoot to Kill
- 1964,	Mike Shayne si dà per vinto (Michael Shayne's 50th Case), stampato nel 1965 nella collana Il Giallo Mondadori con il numero 862.
- 1965,	Il mondo violento di Michael Shayne (The Violent World of Michael Shayne), stampato nel 1967 nella collana Il Giallo Mondadori con il numero 954.
- 1965,	Shayne e Rourke si danno all'ippica (Nice Fillies Finish Last), stampato nel 1967 nella collana Il Giallo Mondadori con il numero 966.
- 1966,	Chi ha paura di Michael Shayne? (Murder Spins the Wheel), stampato nel 1967 nella collana Il Giallo Mondadori con il numero 982.
- 1966, Quel pericolo pubblico di Mike Shayne (Armed... Dangerous), stampato nel 1968 nella collana Il Giallo Mondadori con il numero 1015.
- 1967,	Mike Shayne e la bionda sirena (Mermaid on the Rocks), stampato nel 1968 nella collana Il Giallo Mondadori con il numero 1007.
- 1967,	Mike Shayne: Chi è colpevole alzi la mano (Guilty As Hell), stampato nel 1968 nella collana Il Giallo Mondadori con il numero 1027.
- 1968, Mike Shayne e la bionda perversa (So Lush, So Deadly), stampato nel 1969 nella collana Il Giallo Mondadori con il numero 1064.
- 1968,	La violenza è d'oro (Violence Is Golden), stampato nel 1969 nella collana Il Giallo Mondadori con il numero 1080.
- 1969,	Vogliamoci tanto male, amore mio (Lady, Be Bad), stampato nel 1970 nella collana Il Giallo Mondadori con il numero 1140.
- 1970,	Ma che spia, quel Mike Shayne (Six Seconds to Kill), stampato nella collana Segretissimo con il numero 405.
- 1970,	Fourth Down to Death
- 1971,	Conto alla rovescia per Mike Shayne (Count Backwards to Zero), stampato nella collana Segretissimo con il numero 421.
- 1971,	I Come to Kill You
- 1972,	Mike Shayne: O la va o la spacca (Caught Dead), stampato nella collana Segretissimo con il numero 482.
- 1973,	Mike Shayne sotto pressione (Kill All the Young Girls), stampato nel 1974 nella collana Il Giallo Mondadori con il numero 1330.
- 1973,	Blue Murder
- 1974, Last Seen Hitchhiking
- 1974,	Eroina per Mike Shayne (At the Point of a .38), stampato nel 1975 nella collana Il Giallo Mondadori con il numero 1396.
- 1976,	Million Dollar Handle
- 1976, Win Some, Lose Some